# Клич свободы
«Клич свободы» (англ. Cry Freedom) — художественный фильм британского режиссёра Ричарда Аттенборо, снятый в 1987 году по мотивам книг Дональда Вудса «Стив Бико — голос человечества» и «Как накликать беду». Лента была снята в основном в Зимбабве.

## Сюжет
Действие фильма происходит в середине 1970-х годов на фоне участившихся в Южно-Африканской Республике выступлений против правящего режима, проводящего политику расовой сегрегации.
Редактор либерального южноафриканского издания «Дейли Диспетч» Дональд Вудс выступил с критической статьёй в адрес одного из лидеров движения «Чёрного самосознания» Стива Бико, осуждая его за отсутствие гибкого подхода к накопившимся в обществе расовым проблемам. После личной встречи Дональд Вудс признал правоту позиции своего оппонента и приобрёл в лице Бико нового друга.
Не имея возможности свободно перемещаться по стране, Стивен Бико был вынужден нарушить режим специального содержания. Последовал арест и внезапная загадочная смерть. Власти предложили версию гибели Бико в результате объявленной им голодовки, но расследование, проведённое Вудсом по горячим следам, недвусмысленно указывало на имевшее место насилие.
Вудс пытается вылететь в Великобританию и опубликовать собранные материалы. В здании аэровокзала его задерживают и предъявляют обвинения в антигосударственных действиях. Вудсу запрещено заниматься журналистикой, а за домом ведётся постоянное полицейское наблюдение.
Заручившись поддержкой своего лондонского издателя, опальный редактор совершает дерзкий побег. Переодевшись священником, он пересекает границу Лесото, где его вместе с семьёй перенаправляют на поджидавшем лёгком самолёте за пределы страны.

## В ролях
- Дензел Вашингтон — Стив Бико
- Кевин Клайн — Дональд Вудс
- Пенелопа Уилтон — Венди Вудс
- Кейт Харди — Джени Вудс
- Кевин Макнолли — Кен
- Джозетт Саймон — доктор Рамфеле[англ.]
- Хуанита Уотермен — Нтсики Бико
- Эндрю Уэли — редактор
- Джеймс Обри — паспортный инспектор
- Джон Тоу — Джимми Крюгер
- Холисва Ситхоул — медсестра в клинике

## Награды и номинации
- 1987 — попадание в десятку лучших фильмов года по версии Национального совета кинокритиков США.
- 1988 — почётное упоминание Peace Film Award на Берлинском кинофестивале (Ричард Аттенборо).
- 1988 — три номинации на премию «Оскар»: лучшая мужская роль второго плана (Дэнзел Вашингтон), лучшая оригинальная музыка (Джордж Фентон, Джонас Гвангва), лучшая оригинальная песня (Джордж Фентон, Джонас Гвангва, за песню «Cry Freedom»).
- 1988 — премия BAFTA за лучший звук (Джонатан Бейтс, Саймон Кей, Джерри Гемфрис), а также 6 номинаций: лучший фильм (Ричард Аттенборо), лучшая режиссура (Ричард Аттенборо), лучшая мужская роль второго плана (Джон Тоу), лучшая операторская работа (Ронни Тейлор), лучший монтаж (Лесли Уокер), лучшая музыка (Джордж Фентон, Джонас Гвангва).
- 1988 — четыре номинации на премию «Золотой глобус»: лучший фильм — драма, лучшая режиссура (Ричард Аттенборо), лучшая мужская роль — драма (Дэнзел Вашингтон), лучшая оригинальная музыка (Джордж Фентон, Джонас Гвангва).
- 1988 — премия Американского общества политического кино в категории «Права человека».
- 1988 — премия NAACP Image Award за лучшую мужскую роль (Дэнзел Вашингтон).
- 1989 — номинация на премию «Грэмми» за лучшую песню, написанную для кино или телевидения (Джордж Фентон, Джонас Гвангва, за песню «Cry Freedom»).